# アイドルハウス ビンバンブン
アイドルハウス ビンバンブンは、1989年10月9日から1990年3月30日（1989年度）までと、1990年10月8日から1991年3月29日（1990年度）まで東海ラジオ放送の制作により放送されていたラジオ番組。東海ラジオ ガッツナイターの放送されていないナイターオフ期限定の番組である。

## 概要
人気アイドルからデビューしたばかりの新人アイドルまで、あらゆるアイドルタレントの近況やコンサート、キャンペーン、テレビ・映画出演などの情報紹介や、名古屋を訪れたアイドルがゲスト出演してトークをしたりといった、アイドルに特化したワイド番組。
番組内のレギュラーコーナー（箱番組）として、1989年度には『大木戸通信』、1990年度には『ビンバン天国』があった。大木戸通信には酒井法子、田村英里子、北岡夢子が、ビンバン天国には前年度から続投の酒井法子の他CoCo、K・Chaps!、田中陽子がそれぞれ日替わりでレギュラー出演していた。他に、アルペン提供の『スキー・スケートだより』が番組中レギュラーコーナーとして放送されていた。
1990年3月25日には愛知厚生年金会館で、当時レギュラー出演していた酒井法子、田村英里子、北岡夢子を迎えて本番組の公開録音が行われた。 

## 放送時間
- 月曜 - 金曜 20:30 - 21:30 （1989年度）
- 月曜 - 金曜 20:40 - 21:30 （1990年度）

## 出演者

### メインパーソナリティ
- 夏川光央 （1989年度。名古屋市出身の俳優）[1]
- 原光隆 （1990年度。当時東海ラジオアナウンサー）[2]

### レギュラー出演者
大木戸通信
このコーナーの出演者は全員、当時サンミュージックプロダクションに所属していたアイドルタレント。このコーナー名は、当時サンミュージックが所在していた東京都新宿区四谷四丁目の「四谷大木戸ビル」に由来する。
- 酒井法子[1]
- 田村英里子[1]
- 北岡夢子[1]

ビンバン天国
- 酒井法子[2]
- CoCo[2]
- K・Chaps!（6代目いいとも青年隊　井谷真、塩ノ谷和康、中上雅巳）[2]
- 田中陽子[2]